# 褐毒隱翅蟲
褐毒隱翅蟲（學名：Paederus littoralis），是毒隱翅蟲屬的一種昆蟲，於1802年由德國昆蟲學家Gravenhorst發表描述，廣泛分布於世界各地，為台灣最常見的一種隱翅蟲。
本種身長約4-5.5毫米，體色為紅黃色與黑色，頭部色深，頸部色淺，觸角則是中間色深、基部與尖端色淺。本種成蟲體內具有隱翅蟲素，為其體內共生的假單胞菌所合成，與人體皮膚接觸後可造成隱翅蟲皮膚炎，但本種不會螫刺或叮咬人，因此只有被擠壓時才會釋放含有隱翅蟲素的體液，有新聞媒體提到這種毒素與皮膚接觸後可能致命，實際上雖會造成相當程度的疼痛與發炎，但不會致死，只有被攝入體內或注射到血液中時才可能致命。

## 圖集

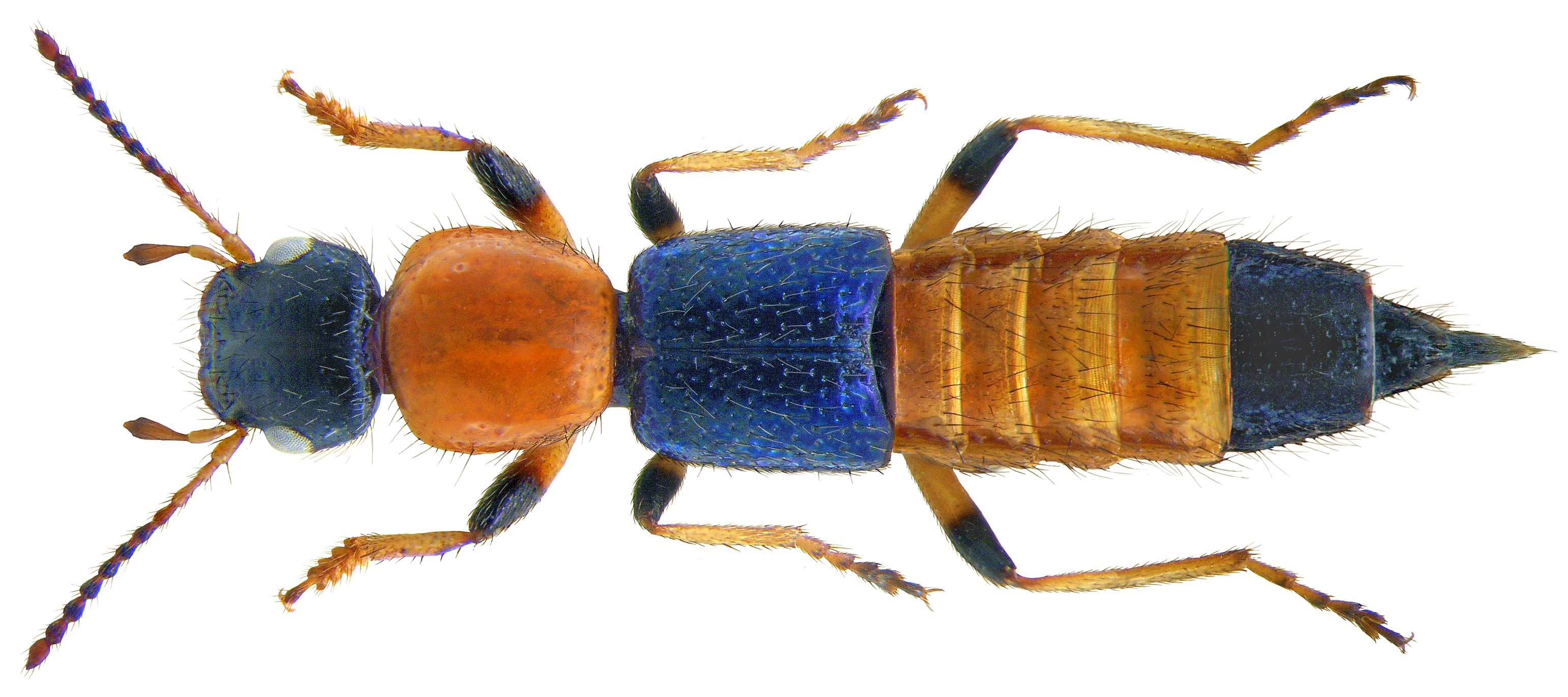
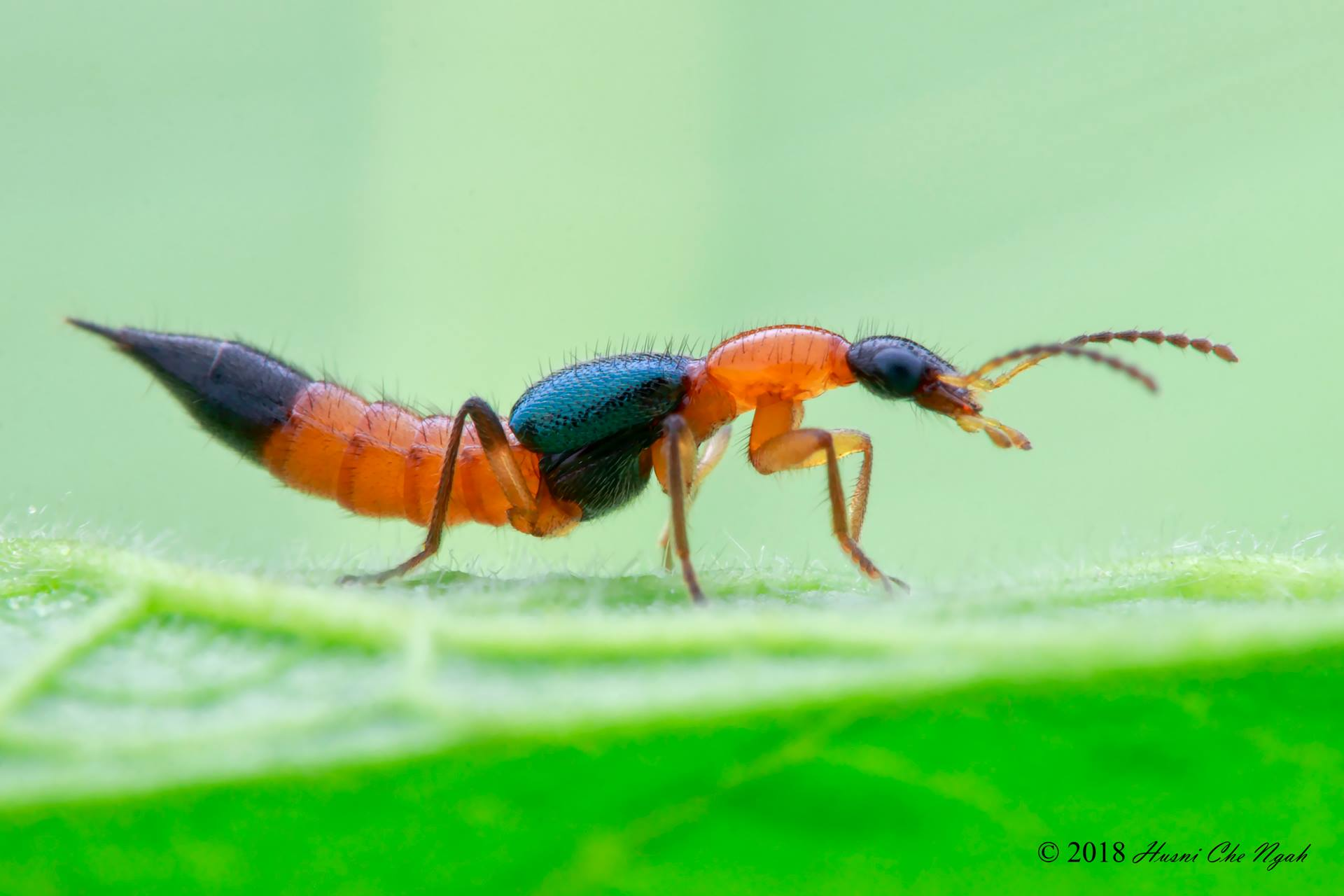
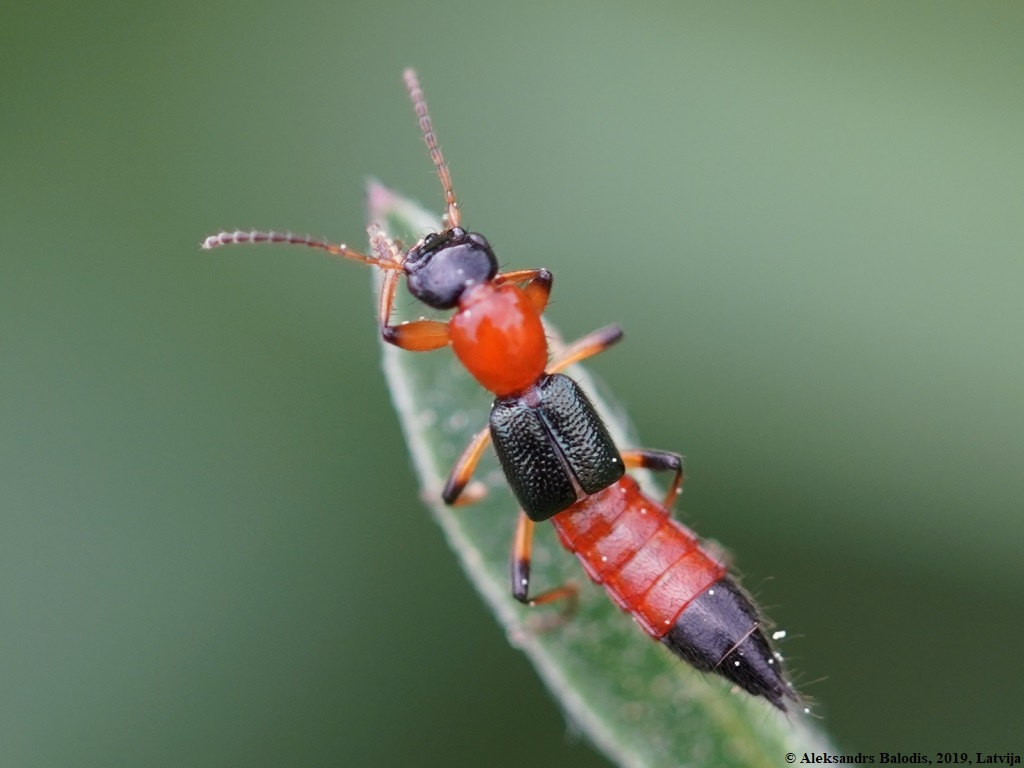

## 外部連結
http://gaga.biodiv.tw/new23/cp03_65.htm （页面存档备份，存于）